# Splendrillia chathamensis
Splendrillia chathamensis là một loài ốc biển, là động vật thân mềm chân bụng sống ở biển thuộc họ Drilliidae.